# Bébé et le Satyre
Bébé et le Satyre è un cortometraggio muto del 1912 diretto da Louis Feuillade.

## Produzione
Il film fu prodotto dalla Société des Etablissements L. Gaumont

## Distribuzione
Distribuito dalla Société des Etablissements L. Gaumont, uscì nelle sale cinematografiche francesi nel giugno 1912.
Nel Regno Unito, il cortometraggio fu distribuito dalla Gaumont British Distributors il 25 luglio 1912. In inglese, il film è conosciuto sotto il titolo Bobby and the Satyr